# Szczotka do butów

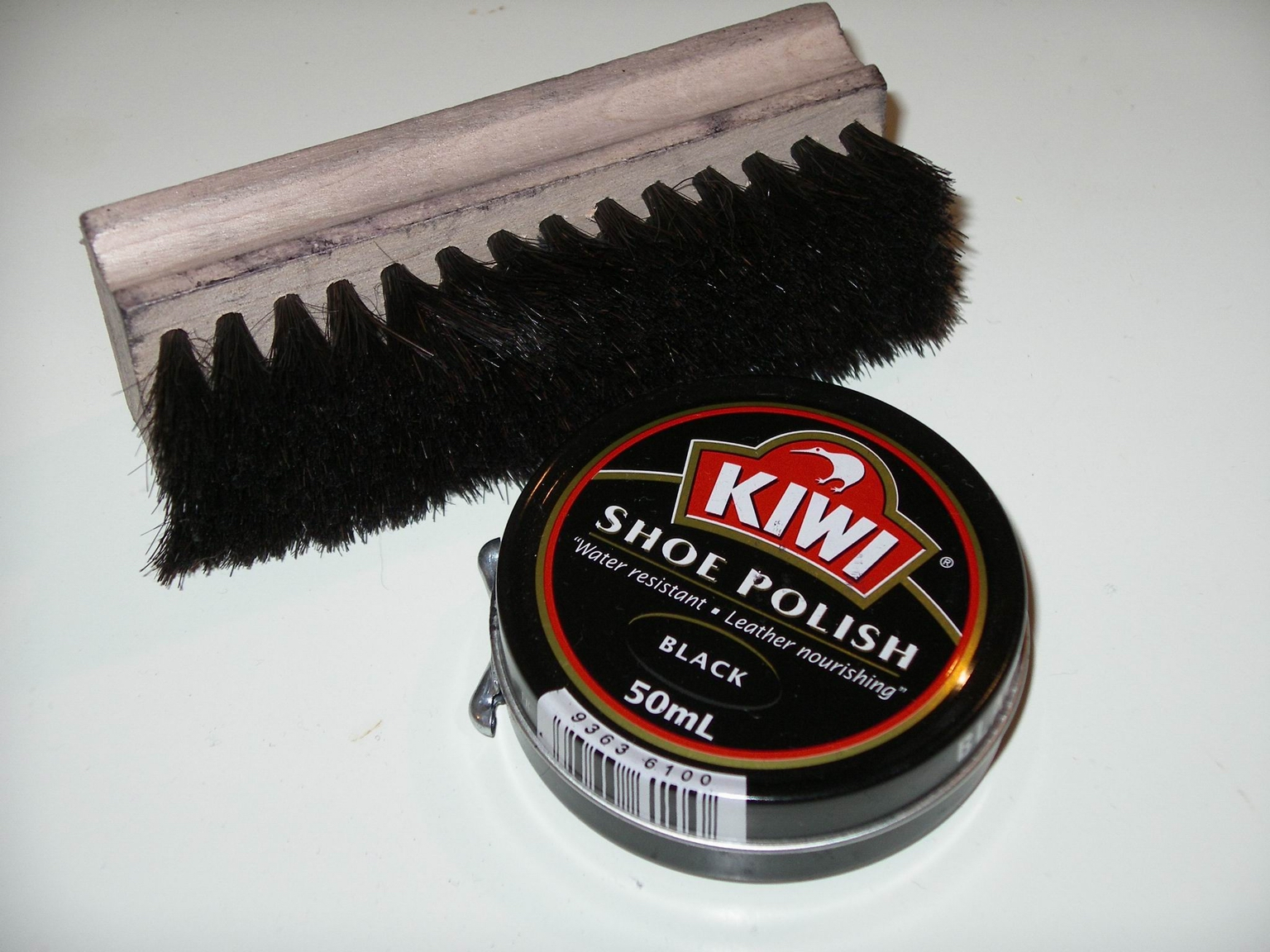
Pasta i szczotka do butów

Szczotka do butów — narzędzie służące do czyszczenia i pastowania butów skórzanych lub zamszowych, składające się z drewnianej lub plastikowej oprawki i przymocowanego do niej miękkiego włosia, które może być naturalne lub syntetyczne, przeważnie o długości od 5 do 15 mm. Szczotka do butów jest niezbędnym wyposażeniem użytkownika takiego obuwia.